# Sedum lagascae
Sedum lagascae là một loài thực vật có hoa trong họ Crassulaceae. Loài này được Pau miêu tả khoa học đầu tiên năm 1895.